# Биљана Николић
Биљана Николић (Падерборн, 24. фебруар 1976) српска је позоришна глумица. Најширој публици је позната као Жаклина, Жаке Стојковић, жена Тике Шпица из серије Породично благо. Након успеха серије, повукла се са ТВ канала и посветила позоришту. Публика данас може да је прати као сталну чланицу Крушевачког позоришта.

## Филмографија
| Год.       | Назив                  | Улога                  |
| ---------- | ---------------------- | ---------------------- |
| 2000-е     |                        |                        |
| 2000.      | Тајна породичног блага | Жаклина Жаке Стојковић |
| 2001-2002. | Породично благо        | Жаклина Жаке Стојковић |
| 2006-2007. | Агенција за СИС        | Циганка Оливера        |
| 2007.      | Кафаница близу СИС-а   | Циганка Оливерa        |
| 2024.      | Игра судбине           | Лепосава Пјановић      |

## Рад у позоришту

### Неке (значајне) представе и улоге
| Представа                  | Улога          | Режија         | Позориште            |
| -------------------------- | -------------- | -------------- | -------------------- |
| Корени                     | Симка Катић    | Н. Брадић      | Крушевачко позориште |
| Лепотица и звер            | Лепотица       | З. Лозанчић    | Крушевачко позориште |
| Анималс                    | Зуба-Матилда   | С. Тришић      | Крушевачко позориште |
| И сваки пут као да је први | Ташанина Мајка | Ј. Томић       | Крушевачко позориште |
| Буздован                   | Доме Роси      | П. Стојменовић | Крушевачко позориште |
| Позови М ради прељубе      | Џоана          | В. Попадић     | Крушевачко позориште |